# Грин Баку
Гри́н Баку́ (англ. Green Baku — Зелёный Баку, (азерб. Yaşıl Bakı)) — неправительственная экологическая организация, созданная с целью привлечь внимание широких слоёв общественности к проблеме бытовых отходов Апшеронского полуострова. Организация является одной из первых неправительственных самофинансируемых организаций Азербайджана. Организация сотрудничает с такими зарубежными организациями, как 350.org и Lets Do it Foundation

## История
Создана на страницах Facebook в августе 2010 года студентом первого курса Азербайджанского Технического Университета Эльвином Дамировым. К концу августа 2010 года количество участников превысило тысячу человек.
Датой рождения организации принято считать дату проведения первой акции, то есть 5 сентября 2010 года. В рамках акции «Глобальный климатический воскресник» (10/10/10) представляла Азербайджан.

## Основная деятельность
Деятельность движения направлена на уменьшение бытового мусора на улицах, посадку деревьев, просветительную работу с горожанами и образовательную работу со школьниками, а также на координацию действий правительственных и волонтёрских организаций.
Акции по уборке бытового мусора проводятся на пляжах Каспийского моря и центральных улицах Баку. В результате проведенных акций за 2010 год на Каспийском побережье собрано около 15 тонн бытового мусора.

## Вспомогательная деятельность
За время существования организации активисты провели несколько гуманитарных акций в поддержку детей-сирот и беженцев.
2 Ноября 2010 года представителей организации принял министр Экологии и Природных ресурсов Азербайджана Гусейнгулу Багиров. В результате встречи организация «Green Baku» была подключена ко всем локальным проектам и акциям.
По письменному приказу мэрии Баку, все муниципалитеты, на территории которых будут проводиться акции организации, обязаны предоставлять необходимую технику и оборудование. 

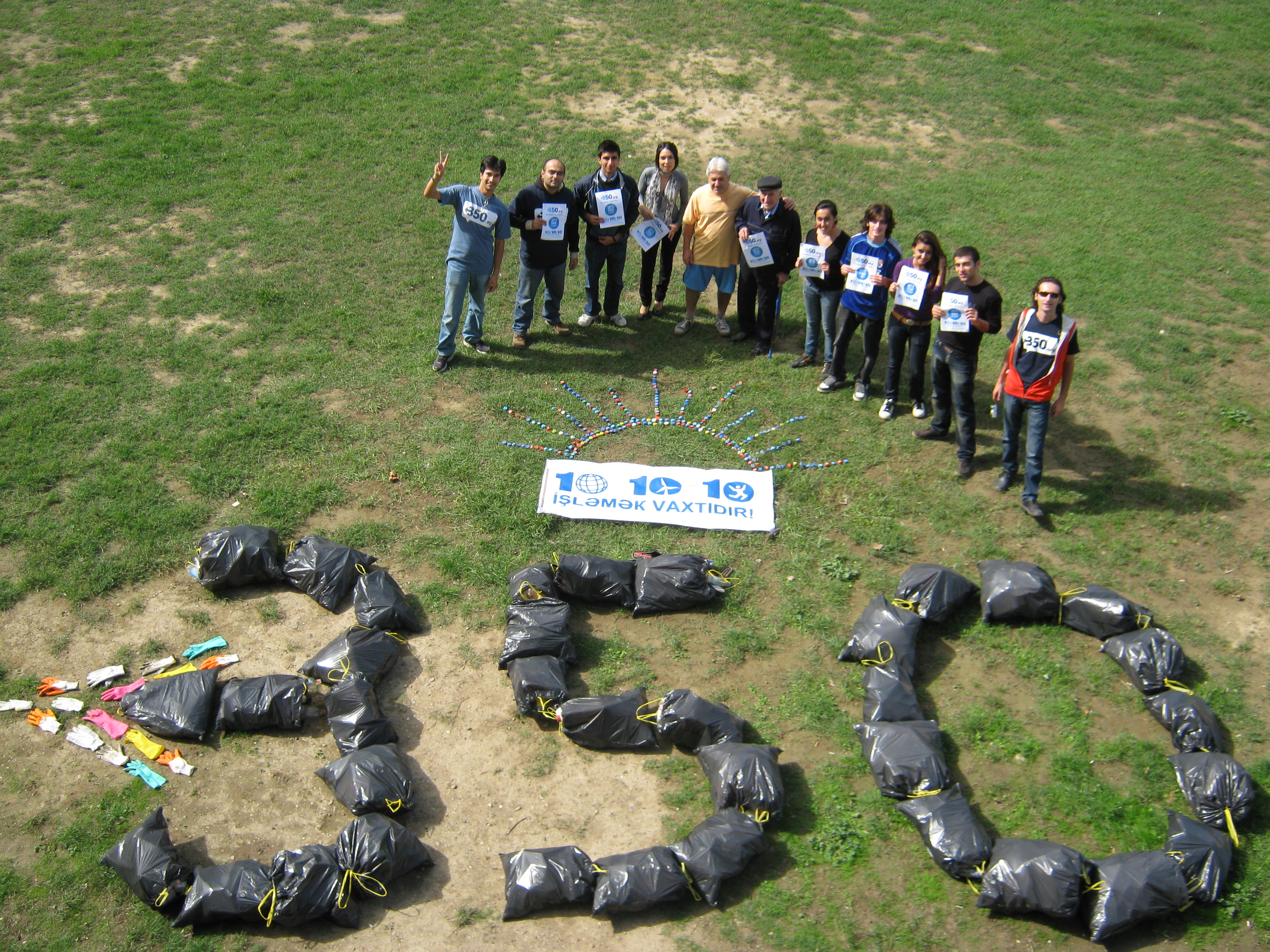
Акция 10.10.10. Совместно с 350.org

## Организация и руководство
Устав организации не допускает каких либо политических акций или выступлений. Не одобряет агрессивных действий по отношению к гражданам, загрязняющим окружающую среду.
Волонтёры-активисты, распределив обязанности между собой, также избирают лидера организации на каждые на три месяца. На начало 2012 года в организацию вступило 2100 человек.
Все члены организации участвуют на добровольных началах и выполняют всю работу бесплатно. 

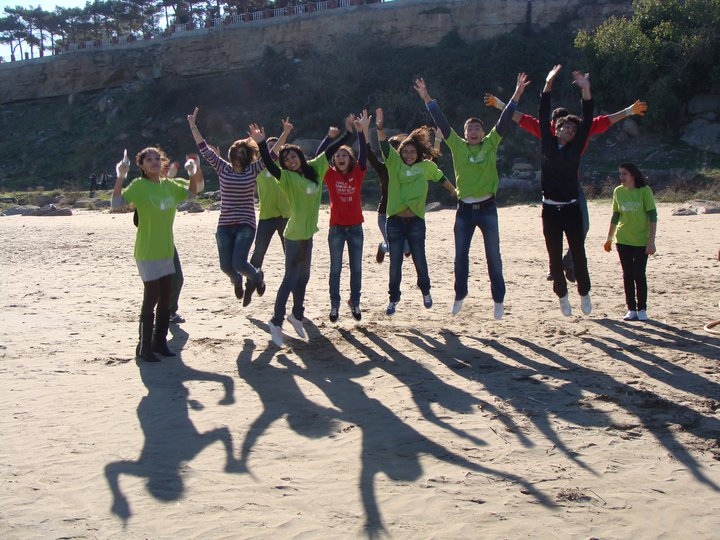
Активисты на очередной акции

## Акции
- 5 сентября 2010 года — «Апшеронский берег без мусора — Говсаны 1»
- 25 сентября 2010 года — «Апшеронский берег без мусора — Сумгаит»
- 26 сентября 2010 года — «Апшеронский берег без мусора — Говсаны 2»
- 10 октября 2010 года — «Город велосипедистов»
- 10 октября 2010 года — «Охота на пластик»
- 10 Октября 2010 года — «Ботанический сад»
- 7 Ноября 2010 года — «Апшеронский берег без мусора — Бильгях»
- 5 Декабря 2010 года — «Апшеронский берег без мусора — Шихово»
- 21 Декабря 2010 года — «Чистая улица — Чистая Родина» — Школа № 23
- 26 Марта 2011 года - «Earth Hour»
- 15 Мая 2011 года – «500 уборок в Один день» масштабная акция в странах СНГ
- 17 сентября 2011 года - «Подбери. Очисть. Ощути разницу!»
- 31 марта 2012 года - "Час Земли".
- 20 мая 2012 года - "Акция по уборке - деревня "SOS".
- 9 июня 2012 года - "Абшеронский берег без мусора - Шувеляны 1".
- 8 июля 2012 года - "Абшеронский берег без усора - Шувеляны 2".
- 22 сентября 2012 года - "Абшеронский берег без мусора - Шувеляны 3".

## Критика
Большинство участников первых акций отказались участвовать в следующих акциях используя формулировку: — «Я не буду убирать мусор, который выбрасывают другие.» Эту точку зрения поддерживает часть активистов, которые считают что давление и агрессивная политика с  нарушителями дадут более скорые результаты.
Большинство участников использует русский язык для общения, из-за чего многие желающие азербайджаноязычные волонтёры посещать мероприятия не могут.

## Интересные факты
За время существования организация меняла название несколько раз.
- «Вместе мы сделаем Баку чище!»
- «Мы сделаем Баку чище!»
- «Чистый город»
- «Green Baku»

## Видео с акций
- Green Baku - "Clean" (R.Williams-Feel)
- 500 Уборок в один День. Массовая акция в странах СНГ
- Проект "Апшеронский Берег Без мусора" пляж Шихово
- ЧАС Земли 2011
- Час Земли 2012
- О Всемирной Уборке 2012 на утренней передачи. Lets do it! Azerbaijan
- Всемирная Уборка 2012. Lets Do it! Azerbaijan
- Фото Архив организации